# 桂枝曾丸
桂 枝曾丸（かつら しそまる）は、上方落語の名跡。当代は二代目。
- 初代桂枝曾丸 - 後の笑福亭米鶴
- 二代目桂枝曾丸 - 下記を参照

二代目 桂 枝曾丸（かつら しそまる、 1968年9月12日 - ）は、日本の落語家。本名：山本 通広。個人事務所「桂枝曾丸事務所」所属。

## 略歴
和歌山県和歌山市中之島出身。和歌山県立和歌山西高等学校卒業後の1987年12月、3代目桂小文枝（後の5代目桂文枝）に入門。桂小味を名乗り、まもなく桂小茶久と改名。1998年11月、地元名産品の梅干しに入れるシソにちなみ、2代目桂枝曾丸を襲名。
同郷の漫画家マエオカテツヤとの共作による「和歌山弁落語」や、南方熊楠、紀伊国屋文左衛門などの郷土ゆかりの人物を題材にした新作人情噺を手がけることで知られる。2002年にアルゼンチンで独演会を開催したほか、2004年に法務省の「社会を明るくする大使」に任命されて以来、地域の青少年育成活動、更生保護活動、人権啓発活動などに取り組んでいる。

## 受賞歴
- 2004年 社会を明るくする大使
- 2007年 日本BBS連盟会長感謝状
- 2008年 法務大臣感謝状
- 2009年 和歌山県知事表彰
- 2010年 和歌山市文化奨励賞
- 2020年 法務大臣感謝状
- 2024年 和歌山青年会議所 文化振興基金「アゼリア賞」(第25回）

## 出演番組
- つながるワイド・しそまるの全開!金曜日（和歌山放送、金曜）

過去
- わかやまNEWSウェーブ（NHK和歌山放送局、月1回）
- わかやまナイズ（テレビ和歌山、毎週土曜 2000年 - 2006年4月29日）

- ニュース&情報  5チャンDO!（テレビ和歌山、月1回金曜）

## CD
- 和歌山弁落語集（2003年 - 2021年 全6集）
- 和歌山弁落語15作品 ポニーキャニオンより世界配信(2020年3月)

## DVD
- 桂枝曾丸 和歌山弁落語劇場（ミュージックマート・エンタテインメント、2006年5月31日）

## 連載
- お前だえよ!（和歌山タウン情報アガサス）